# Wes Ramsey
Wesley A. Ramsey (Louisville, Kentucky, 6 oktober 1977) is een Amerikaans filmacteur. Ramsey is het bekendst door zijn rol van Wyatt Halliwell, een personage in de serie Charmed.

## Biografie
De liefde van Ramsey voor het acteren begon vroeg: met de leeftijd van 12 jaar wist hij dat acteren zijn beroep zou worden. Na een opleiding van zeven jaar aan het Walden Theatre in Louisville schreef Ramsey zich in aan de Julliard School in New York. Tot zijn opluchting werd zijn kandidatuur aanvaard, en startte hij zijn opleiding in 1996. In 2000 studeerde hij af aan de Julliard School, als lid van de 29ste groep die de opleiding succesvol beëindigd heeft.
Met een 10-jarige ervaring op het podium, richtte Ramsey zijn aandacht op het leren over de werking van de camera, in de wereld van de televisie. In de rol van het personage Sam Spencer, een reeks op CBS Guiding Light. Na twee succesvolle seizoenen verhuisde Ramsey naar het Westen, met de hoop op het verwezenlijken van zijn kinderdroom succesvol te zijn in de metropool van de filmindustrie Hollywood.
In Los Angeles begon Ramsey al snel naam te maken voor zichzelf toen hij geselecteerd werd voor zijn eerste langspeelfilm. Hij kreeg de rol van Christian toegewezen, een fuifnummer uit West Hollywood, in de film Latter Days een onafhankelijke film die in januari 2004 uitgebracht werd. De film ontving respectabele recensies over de thema's die erin besproken werden. Nadat de opnames er voor Ramsey opzaten, verzekerde hij voor zichzelf een gastoptreden in een van de hoogstgeschatte drama's van CBS CSI: Miami kort daarop kreeg hij een gastoptreden in de serie van het vroegere WB netwerk Charmed. Tegen de tijd dat Latter Days in de bioscoop gedraaid werd, vertolkte Ramsey naast Luis Guzmàn in een nieuwe serie van het Amerikaanse netwerk FOX 'Louis' het artistieke vriendje 'Gregg'. In het midden van de serie nam Ramsey de leiding in de promotie van de film 'Latter Days' doorheen het land; de film won talrijke publieksprijzen op verschillende filmfestivals.

## Filmografie
- Dark Honeymoon (2006)
- Brotherhood of Blood (2006, als "Fork")
- L.A. Dicks (2006, als "studio executive")
- Cavatina (2005)
- Slippery Slope (2005, als "Martin Breedlove")
- Latter Days (2003, als "Christian Markelli")
- Way Off Broadway (2001)

## Televisieoptreden
- Guiding Light (2000-2002)
- Luis (2003)
- Charmed (2003-2006; multiple afleveringen)
- CSI: Miami (2003)